# جاستن تشين
جاستن تشين (بالإنجليزية: Justin Chin)‏ هو مؤدي وشاعر أمريكي، ولد في 1969 في ماليزيا، وتوفي في 24 ديسمبر 2015 في سان فرانسيسكو في الولايات المتحدة.